# 牛尾長生
牛尾 長生（うしお たけお、1949年〈昭和24年〉4月29日 - ）は、日本の地方公務員。福岡県東京事務所長、同副知事、福岡県信用保証協会会長を歴任。瑞宝中綬章受章。

## 人物・経歴
福岡市早良区出身。福岡大学附属大濠高校を卒業し、慶應義塾大学通信教育課程中退。1971年 福岡県庁入職。総務部、農政部、2002年 (平成14年) 農政部農業経済課長、2004年 同部副理事兼農政課長、2006年 保健福祉部次長、2007年 東京事務所長。2010年4月 収賄罪で起訴された中島孝之の後任として麻生渡知事から副知事に任命された。「責任の重さを感じている。まずは県民の信頼を回復しなければいけない。麻生県政は今年が４期目の仕上げの年に当たるが、しっかりと支えたい」と抱負を語った。2011年10月 同年に知事となった小川洋が服部誠太郎を副知事に起用することに伴い、任期を2年半残し副知事退任。同年11月 福岡県信用保証協会会長就任。2016年11月に発生した博多駅前道路陥没事故では、福岡市商工金融資金制度「災害復旧特別資金（特例枠）」を開設するなど緊急経済対策や災害対策に取り組んだ。

## 栄典
2019年4月 春の叙勲で地方自治功労により瑞宝中綬章を受章